# باس پائوه
باس پائوه (هلندی: Bas Paauwe; ۴ اکتبر ۱۹۱۱ – ۲۷ فوریهٔ ۱۹۸۹) بازیکن فوتبال اهل هلند بود.

## باشگاهی
از باشگاه‌هایی که در آن بازی کرده‌است می‌توان به باشگاه فوتبال فاینورد اشاره کرد.

## تیم ملی
وی همچنین در تیم ملی فوتبال هلند بازی کرده‌است.